# بريتز

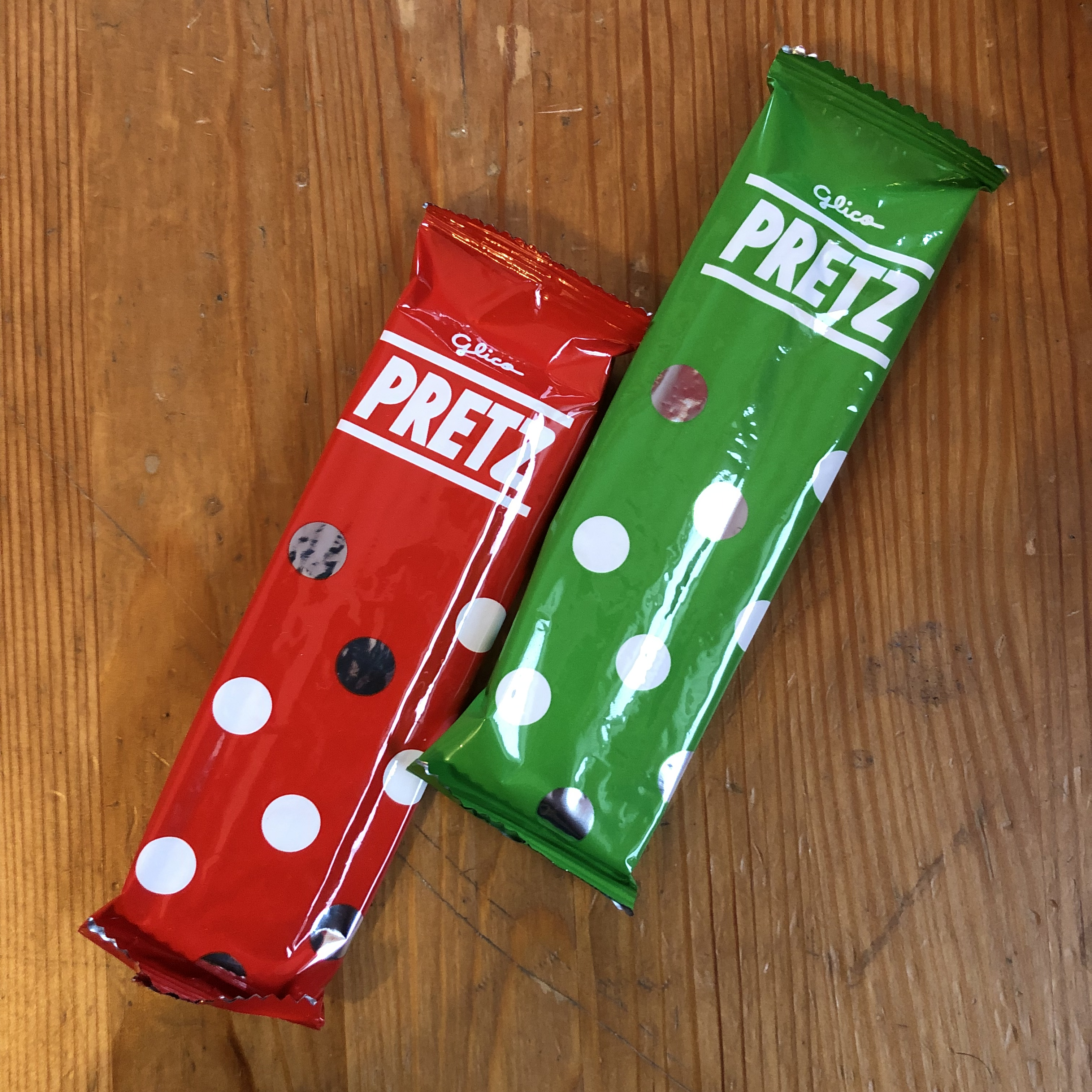
صنف المشوي (الأحمر) وصنف السلطة (الأخضر) من البريتز

البريتز (باليابانية: プリッツ، بالروماجي: Purittsu) هي وجبة خفيفة يابانية من صنع شركة أيتساكي غليكو ‏.  مثل الوجبة الخفيفة لشركة أيتساكي غليكو الشهيرة الأخرى بوكي. البريتز تأتي على شكل عصا وتأتي ايضا مع نسيج مشابه للبسكويت المملح. على عكس البوكي، يتم وضع التوابل على البريتز بدلاً من النكهة في حلوى فودج.
تأتي البريتز بأصناف متعددة وثلاثة أحجام مختلفة: الحجم عادي، الحجم للأطفال، والحجم كبير. تأتي معظم البريتز بالحجم العادي، كما يتم تقديم بعض النكهات بحجم كبير. حجم الطفل عبارة عن عبوة صغيرة من البريتز وهي أحلى لجذب الأطفال. تحتوي علب البريتز المخصصة للأطفال على طفل كرتوني على العلبة. يحتوي نوع البريتز المضاعف او (بالإنجليزية: Double Pretz)‏ على نكهتين منفصلتين من عصا البريتز (نكهة واحدة في كل نصف).

## النكهات
تختلف البريتز أيضًا عن البوكي في أن معظم النكهات مالحة وليست حلوة.

## وجبات خفيفة مماثلة
كان هناك وجبات خفيفة مشابهة للبريتز في ألمانيا، النمسا والولايات المتحدة الأمريكية منذ الخمسينيات على الأقل. عادة ما تحفز المنتجات الشعبية الشركات الأخرى على صنع عناصر مماثلة والبريتز ليس استثناءً. تشمل الوجبات الخفيفة الحالية التي تشبه البريتز: البرينجلز ستيكس، البريبيرو، ناجارايا سويت-ميني بريتزيلس

## الشخصيات التجارية
- أيا ماتسورا (2002–2006)
- تايشي كوكوبون (2007–)
- كافكا شيشيكو (2013–)